# Sillé-le-Guillaume
Sillé-le-Guillaume è un comune francese di 2 467 abitanti situato nel dipartimento della Sarthe nella regione dei Paesi della Loira.

## Società

### Evoluzione demografica
Abitanti censiti